# Krystalbarnet
Krystalbarnet er en dansk film fra 1996.
- Manuskript og instruktion Peter Thorsboe.

Blandt de danske medvirkende kan nævnes:
- Thomas Mørk
- Ellen Hillingsø
- Helene Egelund
- Birgitte Simonsen
- Pierre Miehe-Renard
- Lars Bom

## Eksterne Henvisninger
- Krystalbarnet på Internet Movie Database (engelsk)
- Krystalbarnet på Filmdatabasen
- Krystalbarnet på danskefilm.dk
- Krystalbarnet på danskfilmogtv.dk
- Krystalbarnet på Scope
- Krystalbarnet på The Movie Database (engelsk)